# Lascia ch’io pianga
Lascia ch'io pianga je jedna z nejslavnějších árií barokní hudby z opery Rinaldo od skladatele Georga Friedricha Handela. Byla napsána již v roce 1705, ale proslavila se až roku 1711 jako nářek při premiéře opery v Londýně. Dnes patří mezi nejpopulárnější melodie klasické hudby .

## Okolnosti vzniku
Melodie, prozatím jen instrumentálně, poprvé zazněla v roce 1705 při premiéře první Handelovy opery Almira, královna Kastilie v Hamburském divadle am Gänsemarkt. Ve třetím jednání při průvodu alegorických personifikací kontinentů, doprovází příchod Asie.
V roce 1707 v Římě Handel složil oratorium Il Trionfo del Tempo e del Disinganno a v němž vložil do úst melodii alegorické postavě Piacere („Potěšení“): Lascia la spina, cogli la rosa („Nedbejte trnů, utrhněte růži“).
Teprve v opeře Rinaldo se hudba stává nářkem. V průběhu dějství, při křížové výpravě, saracénský král Argantes zajme křesťanskou pannu Almirenu. Ta jej prosí, aby jí dovolil truchlit nad ztracenou svobodou, aby si tak vymohla milost a propuštění (4. scéna z druhého jednání).

## Forma
Melodie Lascia ch'io pianga má formu klasické sarabandy, tance v pomalém třídobém taktu s důrazem na druhou dobu. Obzvláště působivé jsou krátké a výrazné fráze, oddělené pauzami, střídáním opakujících se tónových postupů a vzestupy ve velkých intervalech a modulacemi střední části prostřednictvím mollové paralely k dominantě. Text Giacoma Rossiho se sofistikovaným rýmovým schématem a-b-c-d a-b-c-d je tak dobře přizpůsoben melodii, že je zcela v souladu s jejím kontrafaktuálním charakterem.

## Text
| Italský text | český překlad |
| Lascia ch’io pianga mia cruda sorte, e che sospiri la libertà. Il duolo infranga queste ritorte de’ miei martiri sol per pietà. | Nech mne plakat nad mým osudem, a naříkat nad [ztracenou] svobodou. Jen bolest ztiší mé utrpení, má muka ve své milosti. |

## Úpravy
Z nesčetných adaptací a úprav patří mezi nejznámější např. zpracování z filmu Farinelli či od Barbry Streisandové.